# Cryptocephalus czwalinae
Cryptocephalus czwalinae es una especie de insecto coleóptero de la familia Chrysomelidae.
Fue descrita científicamente en 1882 por Julius Weise.